# Орден на Светия гроб Господен (православие)
 Тази статия е за православния орден.  За католическия орден вижте Орден на Светия гроб Господен (католицизъм).  
Орденът на Светия гроб Господен е най-престижният християнски рицарски орден.
Според легендата православният орден е основан от римския император Константин Велики през IV век.
Той е възстановен от Йерусалимския патриарх Диодор през 2000 г., когато по случай двете хилядолетия от Рождество Христово е връчен на държавни глави и други висши държавници на православни страни.
Тогава рицари на Светия гроб Господен стават:
президентите
- Борис Елцин на Русия[1][2],
- Александър Лукашенко на Беларус,
- Едуард Шеварднадзе на Грузия,
- Константинос Стефанопулос на Гърция,
- Глафкос Клиридис на Кипър,
- Петру Лучински на Молдова,
- Емил Константинеску на Румъния и
- Леонид Кучма на Украйна,

както и
- Йордан Соколов, председател на парламента на България и
- Момир Булатович, министър-председател на Югославия